# 탈주한 하사
탈주한 하사(Le Caporal Epingle, The Elusive Corporal)는 프랑스에서 제작된 장 르누아르 감독의 1962년 코미디, 드라마 영화이다. 장 피에르 카셀 등이 주연으로 출연하였고 롤랜드 지라르 등이 제작에 참여하였다.

## 출연

### 주연
- 장 피에르 카셀
- 클로드 브라소

### 조연
- O.E. 하스
- 클로드 리치
- 자크 주안뉴
- 사샤 브리퀘트
- 레이몬드 주르당
- 가이 베도스
- 필립 카스텔리
- 제라르 다리외
- 루시엔 레임보그
- 프랑소와 다본
- 코넬리아 프로보에스
- 마리오 데이빗
- 장 카르메
- 허버트 퍽스
- 빌리 컨스

## 제작진
- 조감독: 파울루 호샤
- 미술: 울프 위츠만